# Elecciones generales de Pensilvania de 2008
Las elecciones de Pensilvania del año 2008 fueron unas elecciones realizadas en Pensilvania para determninar quién sería su gobernador. En las elecciones participaron los partidos demócrata, republicano y liberal estadounidense.
Los resultados finalmente fueron:
| Candidato     | Escaños | Porcentaje |
| Robert McCord | 104     | 59%        |
| Tom Ellis     | 93      | 37%        |
| Berile Etzel  | 0       | 3%         |

Los escaños fueron repartidos por 25 escaños del Senado de Pensilvania, así como las oficinas de Pensilvania Tesorero, el Auditor General de Pensilvania, y fiscal general de Pensilvania fueron a elección.